# Badische Spargelstraße

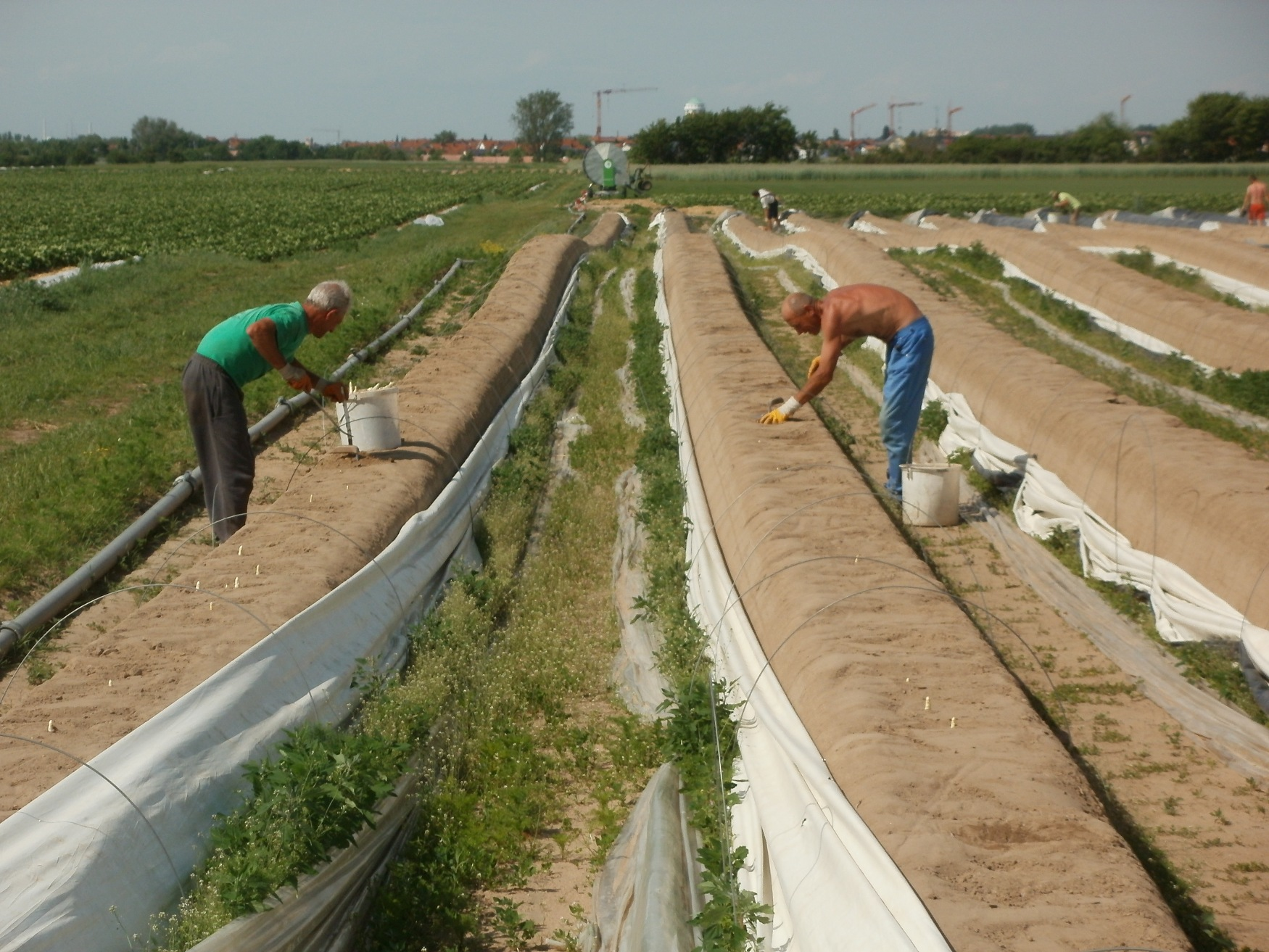
Spargelernte bei Hockenheim

Die Badische Spargelstraße (eröffnet 1994) ist eine 136 km lange Touristikstraße durch das nordbadische Spargelanbaugebiet. Parallel dazu verläuft ein Radwanderweg.
Sie führt von Schwetzingen über Hockenheim, Reilingen, St. Leon-Rot nach Bruchsal, Graben-Neudorf, Karlsruhe, Bietigheim und Rastatt bis nach Scherzheim, einem Ortsteil von Lichtenau.
Während der Spargelsaison kann man direkt vom Bauern frischen Spargel erwerben. In dieser Zeit sind viele kleine Spargelfeste auf dieser Strecke eine touristische Attraktion, an die auch die örtliche Gastronomie anknüpft.

## Weitere Spargelstraßen
In Niedersachsen, in Schleswig-Holstein und in Nordrhein-Westfalen gibt es ebenfalls Spargelstraßen.